# 우타란
《우타란》(힌디어: उतरन, 영어: Uttaran)는 2008년부터 2015년까지 방영된 인도의 텔레비전 드라마이다.